# Maranatha FC
Maranatha FC is een Togolese voetbalclub uit Fiokpo. In 2006 werd de club voor het eerst landskampioen.

## Erelijst
Landskampioen
2006
Beker van Togo
2003